# Marietta (Ohio)
Marietta é uma cidade localizada no estado norte-americano de Ohio, no Condado de Washington.

## Demografia
Segundo o censo norte-americano de 2000, a sua população era de 14.515 habitantes.
Em 2006, foi estimada uma população de 14.189, um decréscimo de 326 (-2.2%).

## Geografia
De acordo com o United States Census Bureau tem uma área de
22,2 km², dos quais 21,5 km² cobertos por terra e 0,7 km² cobertos por água. Marietta localiza-se a aproximadamente 190 m acima do nível do mar.

## Localidades na vizinhança
O diagrama seguinte representa as localidades num raio de 16 km ao redor de Marietta.